# Georges Barbot
Georges Barbot (Langon, 9 settembre 1894 – Nizza, 27 gennaio 1988) è stato un militare e aviatore francese, particolarmente distintosi nel corso della prima guerra mondiale come capo pilota della ditta aeronautica Salmson. Dopo la fine del conflitto andò a lavorare come pilota collaudatore per il progettista Émile Dewoitine, effettuando il primo volo di 29 prototipi e collaudando personalmente 1.500 aerei di produzione..

## Biografia
Nacque a Langon, dipartimento della Gironde il 9 settembre 1894, figlio di Louis Adolphe (negoziante) e di Gabrielle Antoinette Alexandrine Vivès. Iniziò l'attività di aviazione all'età di 18 anni a Bordeaux-Mérignac nell'ottobre 1912 avendo Issartier come istruttore sul Deperdussin-Anzani.
Conseguì il brevetto di pilota civile  FAI  rilasciato dell'Aéroclub de France n.1288 nel marzo  1913. Arruolato nell'Armée de terre a Bordeaux, matricola n° 1580, con una ferma triennale e assegnato al 3ème Groupe aéronautique, il 3 ottobre 1913.
Nominato Aerostiere di seconda classe il 4 ottobre 1913, fu trasferito al 1er Groupe d'aviation il 1 gennaio 1914.  Assegnato come meccanico al centro di aviazione militare di Avord, effettuò la formazione teorica presso la scuola di aviazione militare di Tours. Inviato alla scuola di aviazione militare di Pau per completare la sua formazione di pilota militare, ottenne il brevetto n. 758 il 26 marzo 1915, in piena prima guerra mondiale.  Ricevette l'addestramento avanzato presso la scuola d'aviazione di Buc e poi fu pilota della RGAé, e della Escadrille C 6/SOP 6 (6 aprile 1915-6 gennaio 1917). Promosso caporale il 27 aprile 1915, divenne sergente il 14 giugno dello stesso anno.  Citato all'Ordine del giorno dell'Armata aerea il 31 dicembre 1915, fu promosso Adjudant il 21 maggio 1916.
Citato all'ordine del giorno del XVIII Corpo d'armata del 27 luglio 1916, prestò servizio sul campo d'aviazione di La Cheppe dal 19 agosto al 2 settembre 1916. Evacuato all'ospedale di Verrières, il 30 settembre 1916, fu messo a disposizione dal 9 al 15 dicembre 1916, e poi in riposo per superlavoro presso la casa di convalescenza VR 75 di Viry-Châtillon dal 6 al 19 gennaio 1917. A quel tempo fu distaccato presso la Société des avions Caudron per lavorare allo sviluppo di nuovi velivoli.
Fu pilota della GDE (19 gennaio-7 febbraio 1917),  della Escadrille C 222 (7 febbraio-26 aprile 1917), della Escadrille C 64 (26 aprile-2 maggio 1917), e della Escadrille C 39 (2 maggio-14 ottobre 1917). Distaccato all'aerodromo di Châteaufort come capo pilota della società di produzione aeronautica Salmson, il 14 ottobre 1917. Dopo una serie di ricoveri ospedalieri nel corso del 1918, venne smobilitato il 19 agosto 1919.
Lavorò come pilota della Aéro-Transports Ernoul sulla tratta Parigi-Londra dal 1919 al 1921, poi come pilota collaudatore della Constructions aéronautiques Émile Dewoitine. Il 14 agosto 1922 portò in volo per la prima volta il prototipo dell'aliante Dewoitine P.2. Il volo durò un totale di 8 minuti.
Collaudò 29 prototipi costruiti delle compagnie Weyman, Bernard, Dewoitine e collaudò in volo 1.500 aerei di produzione. Il 6 maggio 1923, ai comandi di un aereo leggero Dewoitine D.7 dotato di un motore bicilindrico piatto Clerget-Renault, compì in giornata la doppia traversata del canale della Manica vincendo il premio di 25.000 franchi messo in palio dal quotidiano "Le Matin". Il volo si svolse da St. Inglevert, in Francia, a Lympne, in Inghilterra e ritorno. Due giorni dopo fu assegnato, in posizione di riserva, al 36éme Groupe d'aviation di Pau. Il 2 luglio fu insignito della Croce di Cavaliere della Legion d'onore. 
Completò un periodo di addestramento volontario come pilota presso la divisione addestrativa aeronautica di Orly  dal 13 al 17 giugno 1928, e venne insignito della Médaille militaire il 7 gennaio 1930. 
Completò un secondo periodo di addestramento volontario a Orly (1-15 aprile 1930) e poi fu assegnato, nella riserva, al 2° Gruppo di operai dell'aeronautica, il 27 giugno 1930. Si sposò con la signorina Clémentine Augustine Yvonne Renaud presso il municipio del IV arrondissement di Parigi, l'8 novembre 1932. Nel 1933 aveva totalizzato 6.000 ore di volo, e il 17 gennaio di quell'anno fu insignito della Croce di Ufficiale della Legion d'onore. Dopo lo scoppio della seconda guerra mondiale fu assegnato al Battaglione aeronautico N° 122 di Chartres, il 15 settembre 1939. Ammesso al grado onorario del suo grado, il 17 agosto 1949  la signorina Marguerite Vigneron presso il municipio del  XVI arrondissement di Parigi, il 22 giugno 1955. Si spense a Nizza (Alpi Marittime), il 27 febbraio 1988.